# Réserve naturelle régionale du gouffre du Creux à Pépé
La réserve naturelle régionale du gouffre du Creux à Pépé (RNR293) est une réserve naturelle régionale (RNR) située en Bourgogne-Franche-Comté. Classée en 2015, elle est intégrée au réseau de réserves naturelles régionales « cavités à chiroptères », qui vise la protection des chauves-souris et de leur habitat.

## Localisation

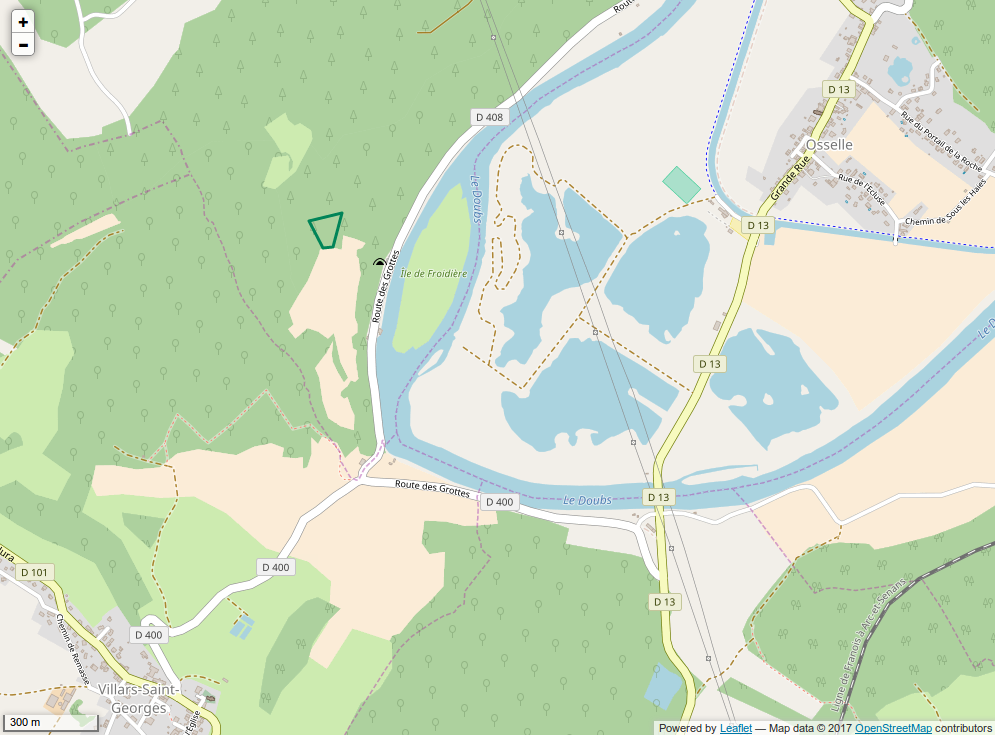
Périmètre de la réserve naturelle.

Le territoire de la réserve naturelle est situé dans le département du Doubs, sur la commune de Roset-Fluans. Surplombant la Grotte d'Osselle et la vallée du Doubs, cette réserve est constituée d’un gouffre, bordé d’une pelouse sèche calcaire, en mosaïque avec des taillis. En bordure sud, une haie dense l’isole d’une zone de prairies agricoles. Cette réserve naturelle a été créée principalement pour la préservation de la cavité naturelle, expliquant sa surface réduite.

## Histoire du site et de la réserve
La loi « Démocratie de proximité » de 2002 a entraîné le transfert de certaines compétences aux Régions et la caducité de l'agrément Réserve naturelle volontaire. Trois sites d’importance pour les chauves-souris ont ainsi perdu leur statut de protection à cette période. Aussi, en étroite collaboration avec l'ex-région Franche-Comté, la CPEPESC Franche-Comté a étudié la faisabilité de création d’un réseau de Réserves naturelles régionales pour la protection des chiroptères et de leurs habitats, qui a abouti au classement de sept réserves en 2015 et 2017.

## Écologie (biodiversité, intérêt écopaysager…)
Le gouffre du Creux à Pépé s’inscrit dans le versant anticlinal d’un relief calcaire compact, constitué de couches datant du Bathonien et du Jurassique moyen. Son réseau se développe sur plusieurs mètres de galeries naturelles. La pelouse autour du gouffre comprend un sol superficiel extrêmement peu épais et ponctué d’affleurements rocheux. La réserve naturelle s’inscrit dans un ensemble cohérent de milieux souterrains protégés pour les chauves-souris. La grotte fait notamment partie du réseau des cavités utilisées par le Minioptère de Schreibers, tout au long de son cycle biologique annuel (hibernation, transit, mise-bas). Sept espèces, ou groupes d’espèces, de chauves-souris fréquentent actuellement la cavité. En période de transit printanier, près de 2000 individus de Minioptère de Schreibers (Miniopterus schreibersii) passent par le gouffre, soit l’une des plus importantes colonies connue en Franche-Comté, pour cette espèce à cette période de l’année. De plus, cette cavité constitue également un site d’hivernage pour le Grand Rhinolophe (Rhinolophus ferrumequinum).

### Flore
En 2019, une étude des habitats a été réalisée sur la réserve par le Conservatoire botanique national de Franche-Comté - Observatoire régional des invertébrés (CBN FC-ORI). Un total de 103 espèces de plantes vasculaires a été recensé, dont une espèce patrimoniale en Franche-Comté : L'Orchis bouffon. Parmi les quatre associations phytosociologiques identifiées, trois présentent un intérêt particulier. Il s'agit de :
- Mesobromion du Jura français[3] (intérêt communautaire) ;
- hêtraies à Mélique[4] (intérêt communautaire) ;
- lisières xéro-thermophiles[5] (intérêt communautaire).

La typicité de ces habitats est globalement moyenne, due à la colonisation du site par les ligneux. 

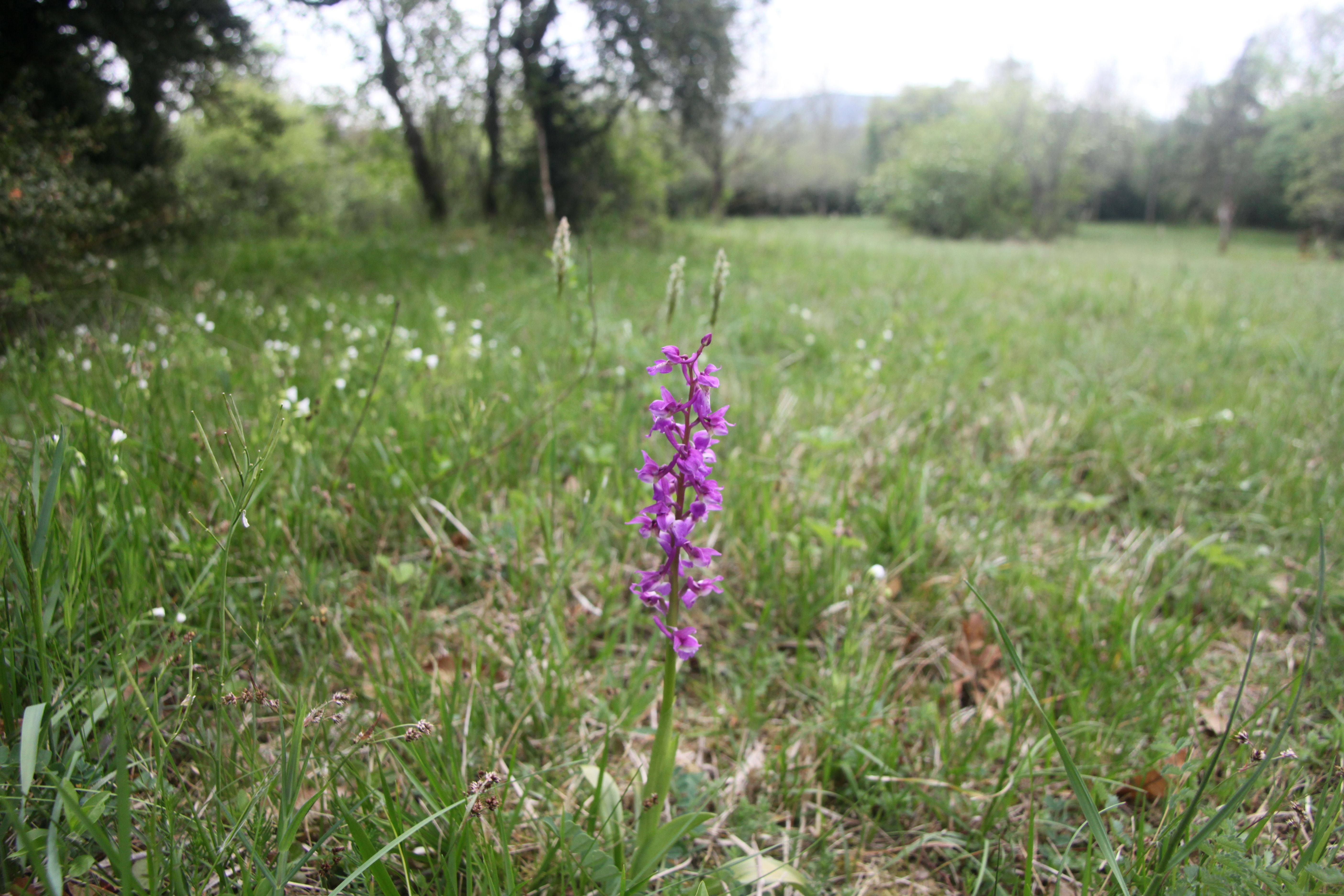
Orchis mâle.

## Intérêt touristique et pédagogique
Le milieu souterrain est fragile et toute modification même minime du biotope est à éviter. La fréquentation humaine dans les sites d’hibernation ou d’estivage des chauves-souris est responsable de la mortalité d’individus, ou de leur report vers d’autres sites moins favorables. En conséquence, l’accès à la grotte est interdit au public toute l'année.

## Administration, plan de gestion, règlement
La CPEPESC Franche-Comté a été désignée gestionnaire de ce réseau par arrêtés du 12 octobre 2015 et 22 décembre 2017.

### Outils et statut juridique
Ce site bénéficie de plusieurs outils au service de la conservation du patrimoine naturel :
- ZNIEFF de type I Gouffre du Creux à Pépé et côte de Château Le Blois[6] (depuis 2014) ;
- ZSC Natura 2000 Réseau de cavités à Minioptère de Schreibers[7] (depuis 2015) ;
- ZSC Natura 2000 Côte de Château le Bois et gouffre du Creux à Pépé[8] (depuis 2009) ;
- APPB Gouffre du Creux-à-Pépé (par arrêté[9]) ;
- RNR de la Grotte de Chenecey (par délibération du Conseil régional[10]).

### Plan de gestion
La législation prévoit qu’une fois que le gestionnaire d’une réserve naturelle est désigné, il élabore un plan de gestion. Ce document comprend un état des lieux du patrimoine naturel, historique et culturel du site, ainsi que les objectifs que le gestionnaire s’assigne en vue de la protection des espaces naturels de la réserve. Une fois rédigé, le projet de plan de gestion est présenté devant le Comité consultatif de gestion et le Conseil scientifique régional du patrimoine naturel (CSRPN) pour avis.
Après une phase de concertation préalable, le gestionnaire a présenté un plan de gestion unique pour l'ensemble des réserves du réseau "cavités à chiroptères". Approuvé à l’unanimité par la commission permanente du Conseil régional de Bourgogne-Franche-Comté le 27 septembre 2019, ce réseau est maintenant doté d’un premier document cadre pour les cinq ans à venir.
L’enjeu principal concerne la préservation de la fonctionnalité de ce réseau de gîtes pour 6 espèces prioritaires : Le Minioptère de Schreibers, le Petit murin, le Rhinolophe euryale, le Grand rhinolophe, le Petit rhinolophe et le Murin à oreille échancrées. Au total, ce sont près de 70 actions qui ont été planifiées pour conserver cet enjeu prioritaire. À travers ces actions, la préservation des habitats forestiers remarquables sera également prise en compte. Une version simplifiée du plan de gestion a été rédigée pour en faciliter la lecture.

### Cadre réglementaire
De par ses classements en APPB et RNR, ce site est soumis à une réglementation stricte, détaillée dans les arrêté et délibération de classement.